# 根特當代藝術博物館
根特當代藝術博物館（Stedelijk Museum voor Actuele Kunst）是比利時根特的一座博物館，以永久收藏（藝術與語言、卡雷爾·阿佩爾、弗朗西斯·培根、帕納馬連科（Panamarenko）、安迪·沃霍爾等）和富有啟發性的展覽而聞名。

## 歷史
1999年5月7日，根特當代藝術博物館對外開放。藏品集中於1945年以後的國際藝術發展，以當代藝術博物館協會（由 Karel Geirlandt發起，於1957年11月8日成立）和永恆藝術博物館（成立於1975 年，是比利時第一個致力於當代藝術的博物館，設在美術館內，Jan Hoet為基礎館長）收藏的作品為基礎。

## 外部連結
- 官方网站 (in English, Dutch and French)

51°02′18″N 3°43′22″E / 51.03833°N 3.72278°E